# Serge Noël (producteur)
Pour les articles homonymes, voir Serge Noël et Noël (homonymie).
 (avril 2022).
Serge Noël est un producteur et réalisateur de cinéma du Québec né le 26 septembre 1965. Il étudie le cinéma à l'université Concordia où il obtient le prix Mel Hoppenheim et débute ensuite sa carrière professionnelle comme réalisateur producteur en documentaire. Il est ensuite actif dans le milieu des centres d'artistes au Canada (Films de l’Autre, SpiraFilm, AAMI), et contribue à la rédaction d'un guide d'initiation à la production, en plus de donner des ateliers sur la production à Montréal.

## Carrière
Serge Noël a dans les années suivantes surtout une pratique en long-métrage fiction, quoique étant aussi actif en série télé documentaire (Contact, l'encyclopédie de la création). De par son travail sur les premiers longs-métrages de Sophie Deraspe (Rechercher Victor Pellerin) et Simon Galiero (Nuages sur la ville), il est associé comme producteur à ce qu'on a appelé le Renouveau du cinéma québécois. Lorsqu'il parle des cinéastes qui l'inspirent, il affirme voir le cinéma et la télévision comme des manières de voir la tension de l'homme au monde contemporain. Ce qui n'exclut pas pour lui une certaine poésie, citant Charles Chaplin, Buster Keaton, Jacques Tati, et Roy Andersson en exemple. Sa participation en 2019 avec le réalisateur Elia Suleiman semble attester de cela.

## International
Depuis 2014 il travaille aussi à l'international avec des réalisateurs étrangers, tant sur des coproduction majoritaires comme Early Winter que minoritaire comme Fatima, ces films étant remarqués dans les circuits internationaux, par des sélections et prix dans les festivals majeurs dont Cannes, Venise et Toronto.

## Filmographie partielle
- 1996 : Voisins mur à mur réalisateur et producteur avec Élaine Dumont[2]
- 2001 : Du pic au cœur de Céline Baril Meilleur Film Étranger au RIFF[7]
- 2003 : Saved By the Belles, réalisateur Ziad Touma[8], trois fois nommé au Genie[9]
- 2006 : Rechercher Victor Pellerin de Sophie Deraspe. Mention spéciale du jury Festival du Nouveau Cinéma de Montréal
- 2006 : Contact, l'encyclopédie de la création[8] Nommé au Prix Gémeaux, Meilleure biographie
- 2008 : Fragment Vidéo No. 32 réalisateur et producteur[10]
- 2009 : Nuages sur la ville de Simon Galiero. Grand Prix Focus[11] (remis au meilleur film canadien) Festival du Nouveau Cinéma de Montréal
- 2011 : Demain j'irai dans les champs (comme réalisateur et producteur)[12]
- 2015 : Early Winter de Michael Rowe, prix  Venice Days des  Journées des Auteurs à la Mostra de Venise
- 2015 : Fatima de Philippe Faucon sélection Un Certain Regard [13], Prix Louis-Delluc, César du meilleur film 2016
- 2018 : Emma Peeters, réalisatrice Nicole Palo sélection des  Journées des Auteurs à la Mostra de Venise[14]
- 2019 : It Must Be Heaven d'Elia Suleiman sélection en compétition Officielle Festival de Cannes, prix de la  Fipresci et  Mention Spéciale du Jury [15],[16],[17],[18]